# Eve Sweet
Eve Sweet (Bucarest, 8 aprile 1995) è un'attrice pornografica rumena.

## Biografia
Nata in Romania, si è trasferita in Spagna all'età di 12 anni.
Nel 2021, all'età di circa 25 anni, inizia la sua carriera come attrice nell'industria del cinema per adulti. Da allora ha lavorato per svariate case di produzione, come Dorcel, Abby Winters, MetArt e soprattutto Vixen.
A settembre 2024 compare sulla copertina di Hustler.
Tra il 2022 e il 2025 ha ricevuto alcune candidature sia agli XBIZ Europa Awards che agli AVN Awards, tra cui in quella di miglior attrice straniera/internazionale dell'anno; in quest'ultima categoria nel 2025 è risultata essere la vincitrice, nonché la prima rumena della storia a ricevere tale riconoscimento.

## Riconoscimenti
AVN Awards
- 2025 – Female Foreign Performer of the Year[6][7]

XBIZ Europa Awards
- 2024 - Best Sex Scene - Gonzo per Sweet and Petite Eve Takes BBC All Night Long con Troy Francisco[8]